# 조덕하
조덕하(趙悳夏 또는 趙德夏, ? ~ ?)는 대한제국 말기에 국민동지찬성회 간사를 역임했던 인물이다.

## 생애
1899년까지 대한제국의 군인으로 참위를 지냈다는 것 외에는 배경이 잘 알려져 있지 않다.
1909년 안중근이 이토 히로부미를 암살했을 때 이토 히로부미의 송덕비를 세우자는 움직임이 일어났다. 조덕하는 이때 이등공송덕비건의소의 발기인이 되었다. 이학재와 윤진학 등이 중심이 된 이 단체는 이토의 추도회를 열고 송덕비와 동상 건립을 위한 모금운동을 벌였다.
이 운동은 대한상무조합본부 소속 인물들이 중심이 되어 있었는데, 조덕하도 같은 해 연말 대한상무조합본부의 공사원이 되어 일진회의 한일 병합 조약 체결 운동을 지지하는 일에 뛰어들었다.
곧이어 1910년 초에는 일진회가 재정을 지원했던 국민동지찬성회의 간사와 총무를 맡았다. 국민동지찬성회는 통감부에 장서를 보내 한일합방을 간절히 원하니 일본 정부에 이같은 요청을 전해달라는 부탁을 하는 등 한일합방을 위한 여론 조성에 적극 나선 단체이다.
그러나 같은 해 국민동지찬성회를 탈퇴한 뒤 한창회 등과 함께 독자적으로 국민협성동진회를 결성하여 새로운 친일단체를 조직했다. 이때 총재로 민영규, 회장으로 이정로를 추대했다고 발표하였으나, 이들과는 아무 의논도 없이 이름만 도용했다는 사실이 밝혀지기도 했다.
2006년 친일반민족행위진상규명위원회가 조사 발표한 친일반민족행위 106인 명단에 포함되었다. 2008년 민족문제연구소가 선정한 친일인명사전 수록예정자 명단에도 들어 있다.

## 같이 보기
- 이등공송덕비건의소
- 국민동지찬성회
- 국민협성동진회

## 참고자료
- 친일반민족행위진상규명위원회 (2006년 12월). 〈조덕하〉 (PDF). 《2006년도 조사보고서 II - 친일반민족행위결정이유서》. 서울. 774~779쪽쪽. 발간등록번호 11-1560010-0000002-10. 2007년 10월 8일에 원본 문서 (PDF)에서 보존된 문서. 2007년 8월 21일에 확인함.